# 琉球大学短期大学部
琉球大学短期大学部（りゅうきゅうだいがくたんきだいがくぶ、英語: University of the Ryukyus Junior CollegeまたはJunior College of the University of the Ryukyus）は、沖縄県中頭郡西原町にあった日本の国立短期大学である。1967年に設置され、1996年に廃止された。

## 概要

### 大学全体
- 沖縄県中頭郡西原町に所在した日本の国立短期大学で、併設元は琉球大学。
- 琉球政府により1967年に開学されたことにはじまり、1972年の本土復帰により正式に日本の国立短期大学となり、夜間部4学科に整備された[注 2]。なお、琉球政府立だった時期は、6学科を擁していた。
- 1993年度の入学生を最後に[注釈 1]、1996年に短期大学としての使命を終える[2]。

### 教育および研究
- 琉球大学短期大学部には、理工系・社会科学系・語学系の各専門教育が行われていたところに特徴がある。

### 学風および特色
- 琉球大学短期大学部は勤労者に大学教育を提供することのねらいから夜間部のみが設置されていた。
- 国立では、商業系や工業系学科の他に人文系学科をもつユニークな総合短大となっていた。
- 男女比の割合は全体的には略、均衡状態であったが英語学科は女子の方が多かった[注 3]。

## 沿革
- 1967年
  - 4月1日 琉球政府立の琉球大学短期大学部として以下の学科体制にて開学[3]。
    - 英語科 入学定員40名
    - 法政科 入学定員40名
    - 経済科 入学定員40名
    - 商科 入学定員40名
    - 機械科 入学定員20名
    - 電気科 入学定員20名
- 1968年
  - 5月1日 学生数[4]/定員
    - 398/400
- 1970年
  - 3月 初めての卒業生を出す[5]。
- 1971年
  - 5月1日 学生数[6]/定員
    - 549/600
- 1972年
  - 5月15日 沖縄の復帰に伴う文部省関係法令の特別措置に関する政令により、日本の学校教育法による短期大学として認可される[7]。なお、学科体制は以下の通り整備された[注 4]。
    - 英語科→英語学科 入学定員40名
    - 法政科→法経学科[注 5]入学定員120名
    - 経済科→〃
    - 商科→〃
    - 機械科→機械工学科 入学定員20名
    - 電気科→電気工学科 入学定員20名
- 1973年
  - 5月1日 学生数[10]/定員
    - 英語学科 112[注 6]/120
    - 法経学科 359[注 7]/360
    - 機械工学科 68[注釈 2]/60
    - 電気工学科 70[注釈 2]/60
- 1979年
  - 4月1日 推薦入学制度が以下の学科において実施され始める[11]。
    - 機械工学科
    - 電気工学科
- 1981年
  - 4月1日 電気工学科に史上初、女子学生が入学。
  - 5月1日 学生数[12]/定員
    - 英語学科 123[注 8]/120
    - 法経学科 393[注 9]/360
    - 機械工学科 72[注釈 2]/60
    - 電気工学科 68[注釈 3]/60
- 1984年
  - 4月1日 社会人入学試験制度が法経学科にて実施され始める[11]。
- 1985年
  - 5月1日 学生数[13]/定員
    - 英語学科 137[注 10]/120
    - 法経学科 395[注 11]/360
    - 機械工学科 73[注釈 2]/60
    - 電気工学科 70[注釈 4]/60
- 1986年
  - 4月1日 法経学科第二部の入学定員を120→150に増員[14]。
  - 5月1日 学生数[15]/定員
    - 英語学科 134[注 12]/120
    - 法経学科 396[注 13]/390
    - 機械工学科 76[注釈 2]/60
    - 電気工学科 71[注釈 4]/60
- 1987年
  - 5月1日 学生数[16]/定員
    - 英語学科 132[注 14]/120
    - 法経学科 421[注 15]/420
    - 機械工学科 78[注釈 2]/60
    - 電気工学科 77[注釈 4]/60
- 1988年
  - 4月1日 社会人入学試験制度が英語学科にて実施され始める[11]。
  - 5月1日 学生数[17]/定員
    - 英語学科 130[注 16]/120
    - 法経学科 450[注 17]/450
    - 機械工学科 73[注釈 2]/60
    - 電気工学科 73[注釈 3]/60
- 1992年
  - 4月1日 機械工学科に初めて女子学生が入学した。
  - 5月1日 学生数[注 18]/定員
    - 英語学科 131[注 19]/120
    - 法経学科 470[注 20]/450
    - 機械工学科 71[注釈 3]/60
    - 電気工学科 69[注釈 3]/60
- 1993年
  - 4月1日 この年度で短期大学としての学生募集が最終となる[注釈 1]。
  - 5月1日 学生数[20]/定員
    - 英語学科 130[注 21]/120
    - 法経学科 457[注 22]/450
    - 機械工学科 74[注釈 3]/60
    - 電気工学科 67[注 23]/60
- 1994年
  - 5月1日 学生数[21]/定員
    - 英語学科 89[注 24]/80
    - 法経学科 306[注 25]/300
    - 機械工学科 48[注釈 3]/40
    - 電気工学科 44[注釈 3]/40
- 1995年
  - 5月1日 学生数[22]/定員
    - 英語学科 48[注 26]/40
    - 法経学科 165[注 27]/150
    - 機械工学科 28[注釈 2]/20
    - 電気工学科 29[注釈 3]//20
- 1996年
  - 5月1日 学生数[23]/定員
    - 法経学科 1[注釈 2]/-　
    - 機械工学科 1[注釈 2]/-

  - 9月30日 左記をもって正式に廃止とする[2]。

## 基礎データ

### 所在地
- 沖縄県中頭郡西原町字千原1[注釈 5]

### 象徴
- 琉球大学短期大学部のカレッジマークは右記資料にあり[24]。

## 教育および研究

### 組織

#### 学科[注釈 6]
- 法経学科第二部 入学定員150名
  - 法政学専攻[注釈 7]
  - 経済学専攻[注釈 7]
  - 経営学専攻[注釈 7]
- 英語学科第二部 入学定員40名
- 機械工学科第二部 入学定員20名
- 電気工学科第二部 入学定員20名

#### 専攻科
- なし

#### 別科
- なし

#### 取得資格について
- 教職課程として中学校教諭二種免許状が設置されていた[19]。
  - 英語：英語学科[注 28]
  - 社会：法経学科全専攻
  - 技術
    - 機械工学科
    - 電気工学科

### 研究
- 『工業系夜間短期大学教員研究集会』[26]ほか。

## 大学関係者と組織

### 大学関係者一覧
歴代学長
- 高良鉄夫
- 東江康治

#### 出身者
- 伊良皆光夫 - 多良間村長（第29-31代）[27]
- ひーぷー - 演出家
- 松川正則 - 宜野湾市長（公選第10代）

## 施設

### 寮
- 琉球大学短期大学部には男子寮・女子寮のほか「松川寮」と呼ばれる学生寮があった。

## 対外関係

### 他大学との協定
- ハワイ大学（アメリカ）

### 系列校
- 琉球大学

## 卒業後の進路について

### 就職について
- 卒業生は、国家公務員・地方公務員・県内外民間企業の事務職・技術職など幅広く活躍している[28]。

### 編入学・進学実績
- 琉球大学ほか他大学への編入学した学生もいた。

## 関連サイト
- 琉球大学#沿革